# Aeroportul Bahías de Huatulco
Aeroportul Bahías de Huatulco (IATA: HUX, ICAO: MMBT) este un aeroport din Oaxaca, Mexic ce deservește zona Santa María Huatulco⁠(d). Aeroportul a fost tranzitat în 2023 de 914.714 pasageri. A fost numit după zona deservită.
Situat la o altitudine de 141 m, aeroportul dispune de o singură pistă. Este operat de Grupo Aeroportuario del Sureste⁠(d).